# Ilija Pantelić
Ilija Pantelić (v srbské cyrilici: Илија Пантелић; 2. srpna 1942 – 17. listopadu 2014) byl srbský fotbalový brankář, který hrál za srbský tým Vojvodina, francouzské týmy Bastia a Paris Saint-Germain a za jugoslávskou fotbalovou reprezentaci.

## Klubová kariéra
Nejprve hrál za kluby BAK Bela Crkva a Radnički Sombor, v letech 1961 až 1969 následně strávil osm sezón ve Vojvodině Novi Sad. V jugoslávské první lize odehrál 176 zápasů a vstřelil šest branek, čímž pomohl k titulu v sezóně 1965/66. Během svého působení v klubu dokázal Pantelić vstřelit hattrick v ligovém zápase proti Trešnjevce, stejně jako gól proti Atléticu Madrid v prvním zápase druhého kola Evropského poháru 1966/67.
V roce 1969 se Pantelić přestěhoval do Francie a připojil se k Paris-Neuilly, než přestoupil do Marseille. Hrál také za Bastii (1971–1974) a Paris Saint-Germain (1974–1977), kde odehrál přes 200 zápasů v nejvyšší francouzské fotbalové soutěži.

## Reprezentační kariéra
Na mezinárodní úrovni Pantelić v letech 1964 až 1968 18krát reprezentoval Jugoslávii. Reprezentoval zemi na Euru 1968, kde Jugoslávie prohrála ve finále s Itálií.

## Po kariéře
Po odchodu z profesionálního fotbalu působil Pantelić mnoho let jako ředitel mládežnické akademie Vojvodiny.

## Úspěchy
Vojvodina
- Jugoslávská Prva liga: 1965/66

Marseille
- Ligue 1: 1970/71

Jugoslávie
- Mistrovství Evropy ve fotbale: poražený finalista 1968